# 英式醜聞
《英式醜聞》（英語：A Very English Scandal）是一部真人實事改編的英國喜劇劇情迷你劇集，改編自約翰·普雷斯頓的同名非虛構小說。本劇由史蒂芬·佛瑞爾斯執導，拉塞爾·T·戴維斯編寫劇本，主演為休·葛蘭和班·維蕭，於2018年5月20日在BBC One和6月29日在亞馬遜Prime開播，共3集。
劇情講述1976年至1979年的傑瑞米·索普醜聞以及在這之前長達15年的經過情形。自由黨領袖傑瑞米·索普（休·葛蘭飾）被前情人諾曼·喬希夫（班·維蕭飾）指控謀殺，迫使他的同志身分曝光，從而影響他的政壇發展。

## 演員

### 第一季
- 休·葛蘭 飾 傑瑞米·索普（英语：Jeremy Thorpe）
- 班·維蕭 飾 諾曼·喬希夫（英语：Norman Josiffe）（又名諾曼·史考特）
- 莫妮卡·多藍（英语：Monica Dolan） 飾 瑪麗安·索普（英语：Marion Stein）
- 亞力斯·傑寧斯（英语：Alex Jennings） 飾 彼得·貝塞爾（英语：Peter Bessell）
- 派翠西亞·哈奇（英语：Patricia Hodge） 飾 烏蘇拉·索普（Ursula Thorpe）
- 保羅·希爾頓（英语：Paul Hilton (British actor)） 飾 大衛·赫姆斯（David Holmes）
- 艾麗絲·奧爾尤因（英语：Alice Orr-Ewing） 飾 卡洛琳·阿爾帕斯(Caroline Allpass)
- 強納生·海德 飾 大衛·納普利（英语：David Napley）
- 娜歐蜜·貝翠克（英语：Naomi Battrick） 飾 黛安娜·史坦頓（Diana Stainton）
- 伊芙·邁爾斯（英语：Eve Myles） 飾 關·派瑞瓊斯（Gwen Parry-Jones）
- 大衛·班柏（英语：David Bamber） 飾 亞瑟·高爾（英语：Arthur Gore, 8th Earl of Arran）
- 傑森·偉金（英语：Jason Watkins (actor)） 飾 艾姆林·胡森（英语：Emlyn Hooson, Baron Hooson）
- 布萊克·哈里森 飾 安德魯·紐頓（Andrew Newton）
- 米雪兒·杜崔斯（英语：Michele Dotrice） 飾 艾德娜·友誼（Edna Friendship）
- 艾德里恩·史科柏洛（英语：Adrian Scarborough） 飾 喬治·卡曼（英语：George Carman）
- 邁克爾·卡爾金（英语：Michael Culkin） 飾 雷金納·麥德寧
- 蘇珊·伍德里奇（英语：Susan Wooldridge） 飾 費歐娜·高爾（英语：Fiona Gore）
- 安東尼·奧唐內爾（英语：Anthony O'Donnell (actor)） 飾 萊奧·阿斯（英语：Leo Abse）
- 蜜雪兒·福克斯（Michelle Fox） 飾 琳恩（Lyn）

### 第二季
- 克萊兒·芙伊 飾演 瑪格麗特·坎貝爾（英语：Margaret Campbell, Duchess of Argyll）[8]
- 保羅·貝特尼 飾演 第十一代阿蓋爾公爵伊恩·坎貝爾（英语：Ian Campbell, 11th Duke of Argyll）

## 製作

### 開發
本劇由史蒂芬·佛瑞爾斯執導，拉塞爾·T·戴維斯編劇，共3集各56分鐘。休·葛蘭在劇中飾演傑瑞米·索普，班·維蕭則飾演諾曼·喬希夫。BBC最早於2017年5月4日宣布製作消息。

### 拍攝
影集於倫敦、曼徹斯特、白金漢郡、德文郡、哈特福郡和南威爾斯拍攝。部分場景於國會大廈外拍攝，但內部庭院、室內走廊和樓梯則由同樣是哥德復興式建築的曼徹斯特市政廳替代。索普和其他國會議員的辦公室設在Bulstrode公園，這是一棟在白金漢郡的無人鄉村別墅，周圍還用來拍攝夜晚於埃克斯摩爾企圖暗殺的場景。
哈特福用於當作劇裡1970年代的巴恩斯特珀爾，位於北德文區的桑頓沙灘則用來代替彼得·貝塞爾（艾力克斯·傑寧斯飾）海邊小屋所在的加州海邊。南威爾斯的布里真德市用來代替都柏林，諾曼待在威爾斯的畫面則攝於Monknash。本劇得以拍攝倫敦奧卑利（中央刑事法院）的外部及大廳，即本劇高潮的發生場景。《英式醜聞》是第一部獲准進入奧卑利拍攝一號法庭的製作，但因為緊迫的時間限制，劇組只好拒絕，並改為泰晤士河畔金斯頓的一棟法院大樓拍攝法庭場景。

### 發行
於2018年5月20日在BBC One和6月29日在亞馬遜Prime開播，DVD則於2018年7月2日發行。

## 反響

### 評價
《英式醜聞》獲得電視評論家普遍的好評。爛番茄根據67條評論，該片持有97%的新鮮度，平均得分為8.8／10。Metacritic根據17條評論，本片得分84（滿分100），在影評間這代表著「普遍好評」。2019年，衛報將本作評為21世紀百大電視劇第76名。
諾曼·史考特對於其在劇中的呈現方式表達看法，他告訴愛爾蘭新聞報：「為戲而偏離事實就算了，但這並不是我的故事，況且有人想殺你不是件有趣的事。...劇裡把我描繪成可憐、做作和嬌小的同性戀者...好像還很懦弱但我從來不是。」

### 獎項
| 年度 | 獎項                     | 類別                                   | 入圍者          | 結果 |
| ---- | ------------------------ | -------------------------------------- | --------------- | ---- |
| 2019 | 第76屆金球獎             | 最佳有限劇集及電視電影                 | 《英式醜聞》    | 提名 |
| 2019 | 第76屆金球獎             | 最佳男主角——有限劇集及電視電影類       | 休·葛蘭         | 提名 |
| 2019 | 第76屆金球獎             | 最佳男配角——影集、有限劇集及電視電影類 | 班·維蕭         | 獲獎 |
| 2019 | 第9屆評論家選擇電視劇獎  | 最佳限定劇集                           | 《英式醜聞》    | 提名 |
| 2019 | 第9屆評論家選擇電視劇獎  | 最佳男主角——限定劇集/電視電影          | 休·葛蘭         | 提名 |
| 2019 | 第9屆評論家選擇電視劇獎  | 最佳男配角——限定劇集/電視電影          | 班·維蕭         | 獲獎 |
| 2019 | 第25屆美國演員工會獎     | 最佳男演員——有限劇集及電視電影類       | 休·葛蘭         | 提名 |
| 2019 | 第23屆衛星獎             | 最佳電視電影/迷你劇                    | 《英式醜聞》    | 提名 |
| 2019 | 第23屆衛星獎             | 最佳男主角——電視電影/迷你劇            | 休·葛蘭         | 提名 |
| 2019 | 第23屆衛星獎             | 最佳男配角——電視電影/迷你劇            | 班·維蕭         | 提名 |
| 2019 | 第65屆英國電視學院獎     | 最佳男主角                             | 休·葛蘭         | 提名 |
| 2019 | 第65屆英國電視學院獎     | 最佳男配角                             | 班·維蕭         | 獲獎 |
| 2019 | 第65屆英國電視學院獎     | 最佳女配角                             | 莫妮卡·多藍     | 提名 |
| 2019 | 第65屆英國電視學院獎     | 最佳迷你劇集                           | 《英式醜聞》    | 提名 |
| 2019 | 第21屆英國電視學院工藝獎 | 最佳服裝設計                           | 蘇珊·凱夫       | 獲獎 |
| 2019 | 第21屆英國電視學院工藝獎 | 最佳導演：虛構類                       | 史蒂芬·佛瑞爾斯 | 獲獎 |
| 2019 | 第21屆英國電視學院工藝獎 | 最佳剪輯：虛構類                       | 皮婭·迪·巧拉    | 獲獎 |
| 2019 | 第21屆英國電視學院工藝獎 | 最佳妝髮設計                           | 丹尼爾·菲利普斯 | 提名 |
| 2019 | 第21屆英國電視學院工藝獎 | 最佳原創音樂                           | 馬瑞·高德       | 提名 |
| 2019 | 第21屆英國電視學院工藝獎 | 最佳美術指導                           | 海倫·史考特     | 提名 |
| 2019 | 第21屆英國電視學院工藝獎 | 最佳音效：虛構類                       | 音效組          | 提名 |
| 2019 | 第21屆英國電視學院工藝獎 | 最佳編劇：戲劇類                       | 拉塞爾·T·戴維斯 | 提名 |
| 2019 | 第71屆黃金時段艾美獎     | 最佳有限劇集或電視電影男主角           | 休·葛蘭         | 提名 |
| 2019 | 第71屆黃金時段艾美獎     | 最佳有限劇集或電視電影男配角           | 班·維蕭         | 獲獎 |
| 2019 | 第71屆黃金時段艾美獎     | 最佳有限劇集、電視電影或戲劇特輯導演   | 史蒂芬·佛瑞爾斯 | 提名 |
| 2019 | 第71屆黃金時段艾美獎     | 最佳有限劇集、電視電影或戲劇特輯編劇   | 拉塞爾·T·戴維斯 | 提名 |

## 外部連結
- 互联网电影数据库（IMDb）上《英式醜聞》的资料（英文）